# Хоелен'я
Хоелен'я (англ. Khoelenya) — одна з місцевих громад, що розташована в районі Мохалес-Хук, Лесото. Населення місцевої громади у 2006 році становило 22 424 особи.